# Боярское (Павлодарская область)
Боярское (каз. Боярское) — упразднённое село в Успенском районе Павлодарской области Казахстана. Входило в состав Ковалёвского сельского округа. Ликвидировано в 2002 г.

## Население
В 1989 году население села составляло 283 человека. По данным переписи 1999 года в селе проживало 192 человека (99 мужчин и 93 женщины).